# Sclerocephalus
Sclerocephalus (лат.) — вымерший род темноспондилов из группы архегозавроид, обитавших в раннепермскую эпоху. Внешне сходны с Eryopoidea, вероятно, конвергентно.
Ранее этот род относили к семейству Eriopidae. Сейчас он чаще рассматривается в кладе Stereospondylomorpha.

## Описание

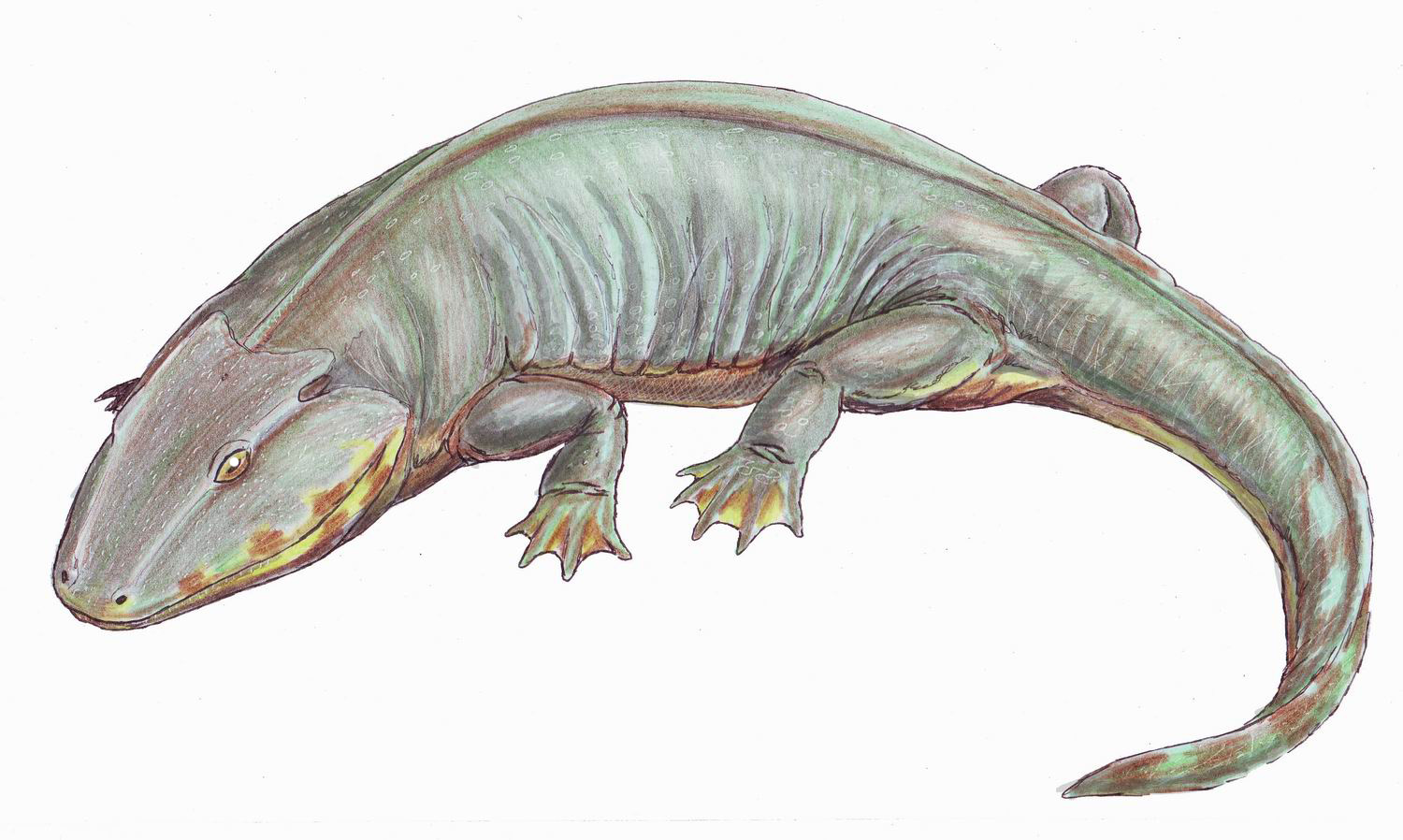
Взрослая особь Sclerocephalus haeuseri

Sclerocephalus — крупное животное, старые особи типового вида S. haeuseri достигали почти 2 метров в длину. Молодые особи отличались округлой головой, с возрастом морда удлинялась и у старых животных напоминала морду аллигатора. Хвост длинный, мощный, особенно у молодых животных, с возрастом укорачивался. Личиночные и молодые особи имели наружные жабры, с мелкими «зубами» на жаберных дугах, вели сугубо водный образ жизни. Личинки долгое время были известны как Branchiosaurus amblystomus и Pelosaurus laticeps, часто изображаемые в старых книгах по палеонтологии. Взрослые и старые животные могли быть более наземными, вероятнее всего, напоминали по образу жизни крокодилов. 

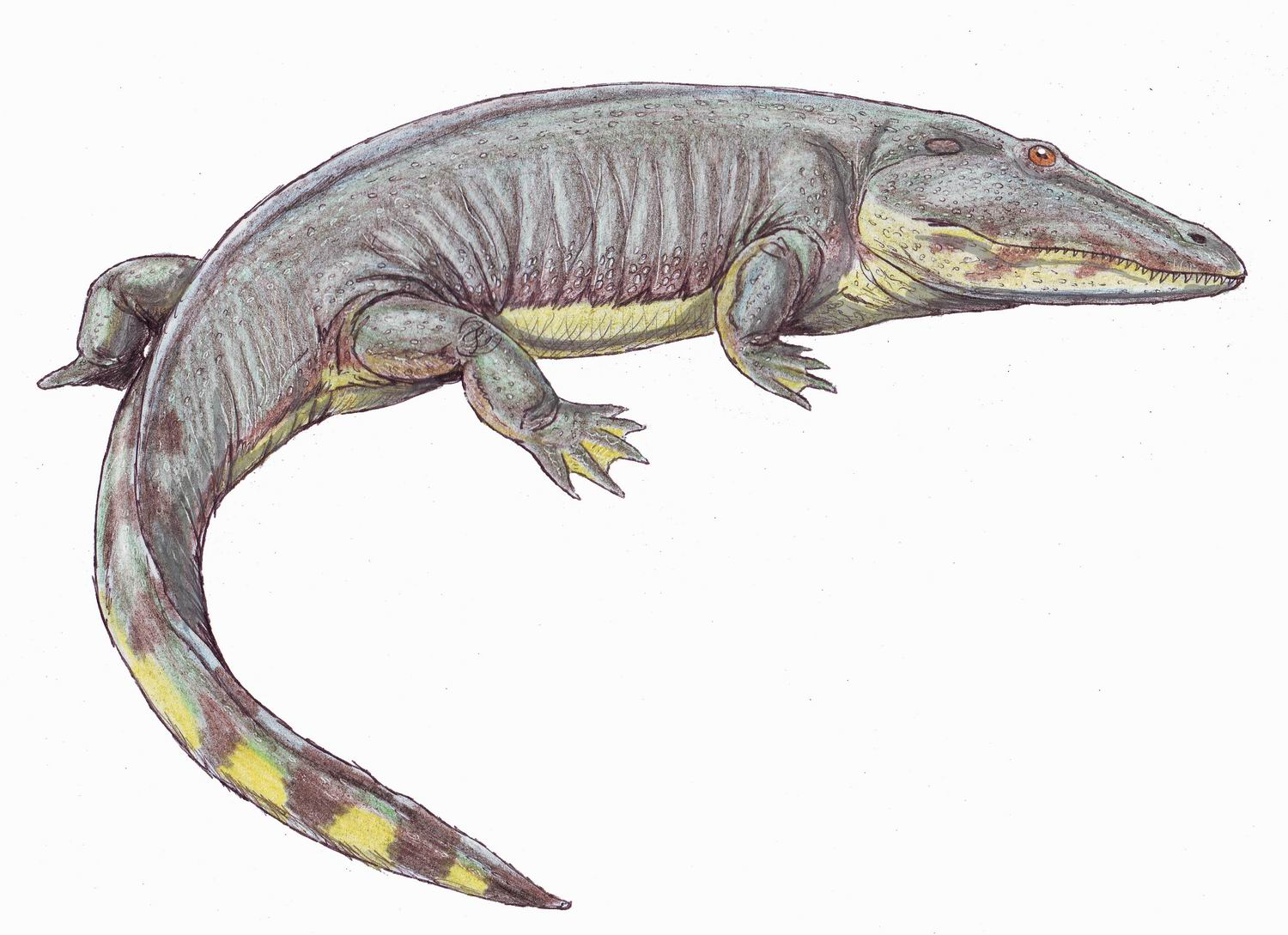
Sclerocephalus (Actinodon) frossardi

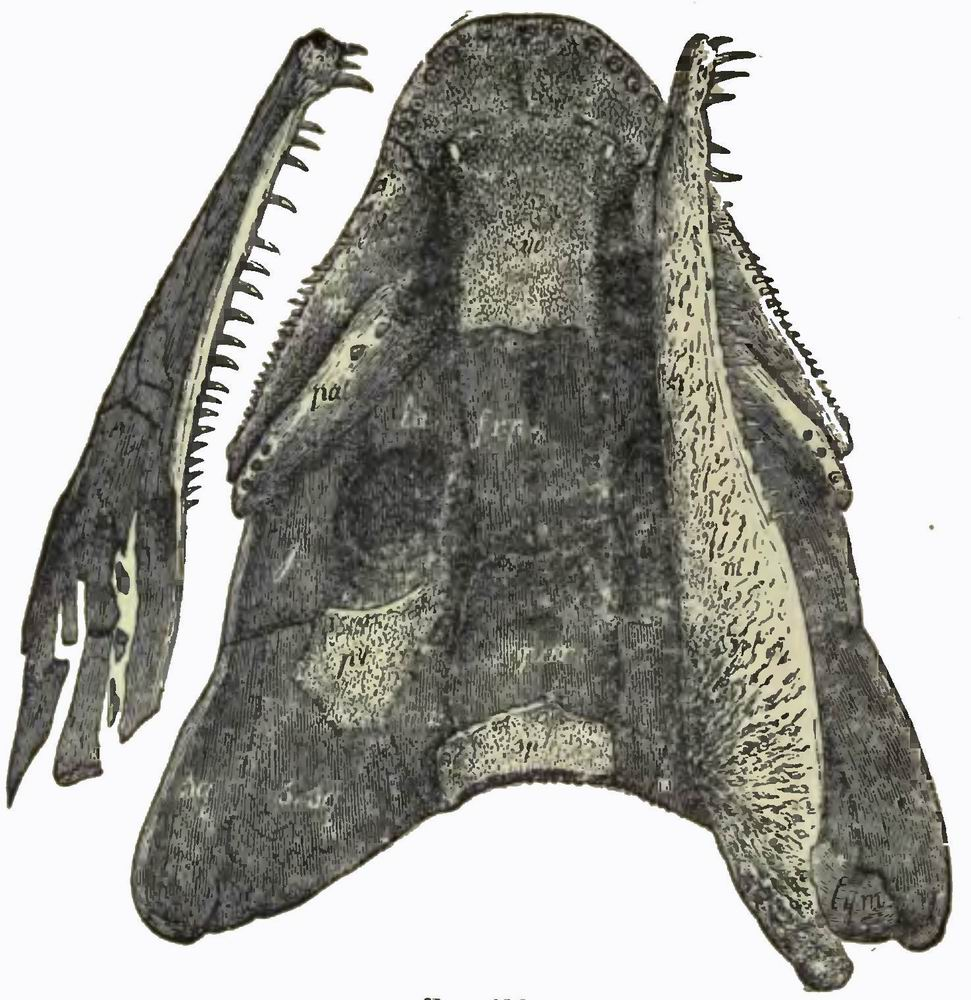
Sclerocephalus frossardi — череп и нижняя челюсть

Конечности короткие, массивные. Хорошо развит брюшной панцирь из ромбических чешуй, есть также отдельные чешуи на спине и боках. Многочисленные останки молодых особей приурочены к отложениям глубоких озёр, в то же время, останки взрослых встречаются в других местах (соответствующих более мелким озёрам и болотам). Личинки питались мелкими ракообразными, насекомыми, по мере роста переходили на питание позвоночными (в области желудка одной из молодых особей обнаружены остатки мелких рыб-палеонисков). Взрослые особи питались преимущественно рыбой, описаны также случаи каннибализма (останки молодых особей в брюшной полости взрослых).
Известны многочисленные копролиты взрослых особей. Множество экземпляров типового вида обнаружены в раннепермских (ассельских-сакмарских) отложениях юго-западной Германии, в Саарском угольном бассейне. Это отложения так называемого озера Хумберг, занимавшего в ранней перми площадь до 3400 км². Род описан Г. Гольдфуссом в 1847 году.

## Находки ископаемых

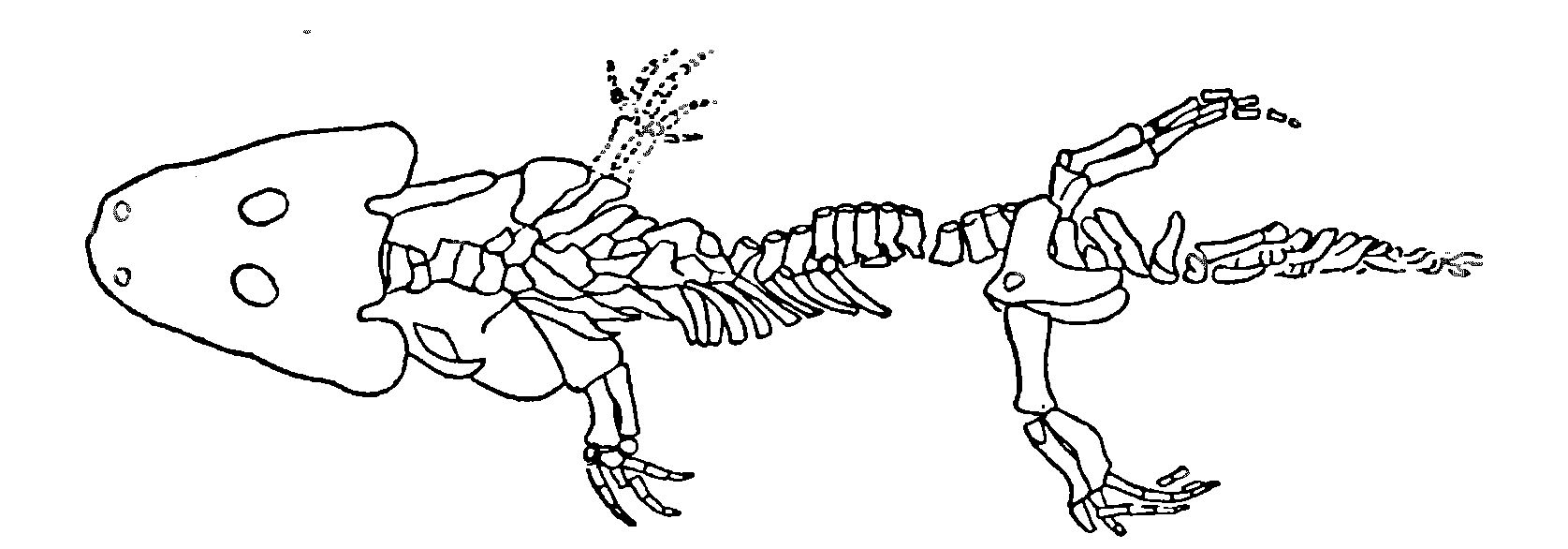
Sclerocephalus — скелет взрослой особи, рисунок основан на скелетах Sclerocephalus haeuseri

Род Actinodon описан А. Годри в 1866 году из ранней перми Франции. Это крупное земноводное, длиной до 1,5 метров. Череп сходен с черепом Sclerocephalus и с 2000 года Actinodon включают в род Sclerocephalus как вид S. frossardi. Вид S. credneri известен из ранней перми Чехии.
Другие виды описаны из Баварии и Индии. Синонимом рода являются также Leptorophus и Macromerion.